# هات پاکتس
هات پاکتس (انگلیسی: Hot Pockets) شرکت صنایع غذایی آمریکایی است، که در سال ۱۹۸۳ توسط خانواده معراج تأسیس شد. این شرکت در سال ۲۰۰۲ توسط شرکت نستله خریداری گردید و هم‌اکنون از برندهای نستله محسوب می‌شود.